# 山莴苣苦素
山莴苣苦素（英語： 或 Intybin）是一种有机化合物，分子式C23H22O7，属于一种倍半萜内酯，能作为镇痛药和鎮靜劑，作用于中樞神經系統（CNS）。